# Kanton Marcq-en-Barœul
Kanton Marcq-en-Barœul (francouzsky Canton de Marcq-en-Barœul) je francouzský kanton v departementu Nord v regionu Nord-Pas-de-Calais. Tvoří ho dvě obce.

## Obce kantonu
- Bondues
- Marcq-en-Barœul